# Tuxer

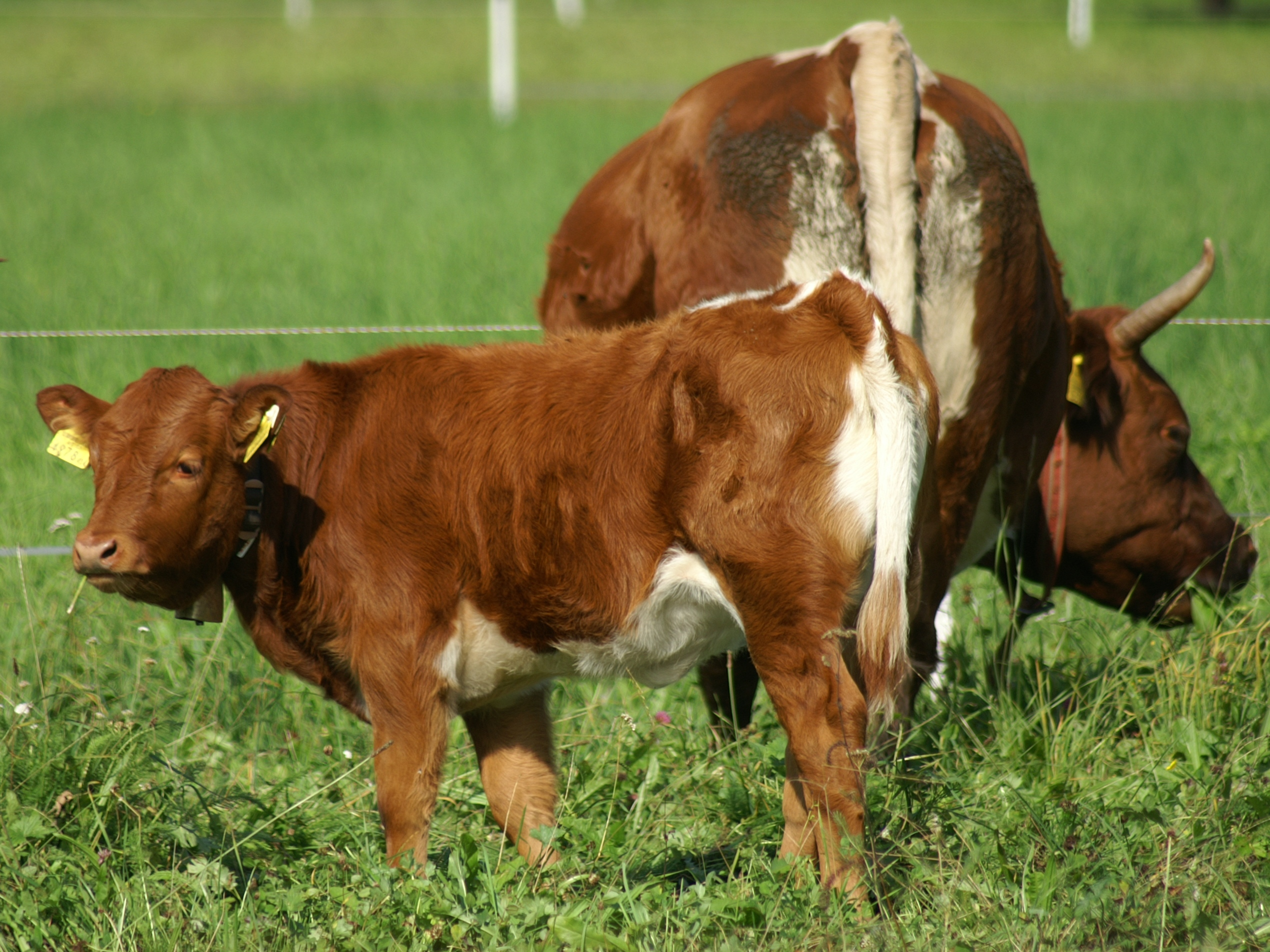
Tuxer Rinder

Das Tuxer, auch Tuxer Rind oder Tux-Zillertaler Rind, ist eine seltene Hausrindrasse, die besonders im Alpenraum verbreitet ist. Sie zählt zu den alten Haustierrassen, deren Bestände heute gefährdet sind.

## Erscheinungsmerkmale
Das Tuxer Rind hat ein schwarzes oder kräftig rotbraunes Haarkleid mit weißen Abzeichen auf Beckengegend und Schwanzansatz sowie am Unterbauch und am Euter. Der Kopf ist kurz und breit mit starken Hörnern. Der Rumpf ist kompakt, breit und stark bemuskelt. Die Beine sind verhältnismäßig kurz. Die Widerristhöhe bei Stieren beträgt 140 Zentimeter; sie wiegen zwischen 800 und 900 Kilogramm. Kühe erreichen eine Widerristhöhe von 120 bis 130 Zentimeter und wiegen ausgewachsen zwischen 550 und 600 Kilogramm. Tuxer Rinder sind eine genügsame Rasse, die früher auf Almen der Alpen gehalten wurden.
Ähnlich wie die Eringer haben auch Tuxer Rinder ein hohes Aggressionspotential, was zu langen Rangkämpfen unter den Kühen führt. In früherer Zeit wurde gelegentlich auch auf Kampflust selektiert, was zu einem Rückgang der Milchleistung führte. 

## Zuchtgeschichte
Die Rasse des Tuxer Rindes soll vom Eringer Rind abstammen. Die Rasse war ursprünglich weit in Tirol verbreitet und hat auch die Entstehung anderer Alpenrassen beeinflusst. Bereits im 19. Jahrhundert wurde sie zu Gunsten anderer, leistungsfähigerer Rinderrassen zurückgedrängt und überwiegend nur noch im Zillertal gehalten. Tuxer Rinder sind an der Entstehung einer Reihe von russischen Rassen beteiligt.
Heute gibt es nur noch zwischen 110 und 300 Tiere. Im Zillertal gibt es seit den 1980er Jahren einen Verein, der sich dem Erhalt dieser alten Haustierrasse widmet.

## Nachweise
- Tux-Zillertaler Rind. Eintrag Nr. 142 im Register der Traditionellen Lebensmittel des österreichischen Bundesministeriums für Landwirtschaft, Regionen und Tourismus.
- Verein zur Erhaltung seltener Nutztierrassen